# Campionati europei di nuoto di fondo 2012 - 25 km femminili
I 25 chilometri femminili dei Campionati europei di nuoto di fondo 2012 si sono svolti il 16 settembre a Piombino.
La gara è stata vinta dall'italiana Alice Franco, con il tempo di 5h31'21"9.

## Risultati
| Pos.    | Atleta              | Nazionalità | Tempo     | Distacco |
| ------- | ------------------- | ----------- | --------- | -------- |
| Oro     | Alice Franco        | Italia      | 5h31'21"9 | -        |
| Argento | Margarita Domínguez | Spagna      | 5h31'26"3 | +4"4     |
| Bronzo  | Martina Grimaldi    | Italia      | 5h31'34"6 | +12"7    |
| 4       | Silvie Rybářová     | Rep. Ceca   | 5h37'27"4 | +6'05"5  |
| 5       | Célia Barrot        | Francia     | 5h38'38"9 | +7'17"0  |
| 6       | Angelina Borodina   | Russia      | 5h38'39"9 | +7'18"0  |
| 7       | Anna Uvarova        | Russia      | 5h38'42"8 | +7'20"9  |
| 8       | Esther Nuñez        | Spagna      | 5h39'03"4 | +7'41"5  |
| 9       | Fabiana Lamberti    | Italia      | 5h51'52"0 | +20'30"1 |
| -       | Ol'ha Beresnjeva    | Ucraina     | -         | DNF      |
| -       | Marija Bulachova    | Russia      | -         | DNF      |
| -       | Jana Pechanová      | Rep. Ceca   | -         | DNF      |
| -       | Josephine Paschke   | Germania    | -         | DSQ      |